# 矢野穂積
矢野 穂積（やの ほづみ、1947年〈昭和22年〉11月24日 - 2021年〈令和3年〉11月30日）は、日本の政治家。男性。前東村山市議会議員（5期（事実上6期。1期目当選無効。後述））。市議会所属会派は「草の根市民クラブ」。地方紙・地元FM局・認可保育園・認証保育所などの運営にも携わる。

## 来歴
1947年（昭和22年）、愛媛県松山市生まれ。愛媛県立松山東高等学校、東京外国語大学卒業。大学時代はノンセクト・ラジカルとして学生運動にかかわる。私塾代表、「競輪問題を考える市民の集い」事務局代表（1976年ごろ）、東村山市社会教育委員（1991年〜）、多摩湖第一自治会会長、FMひがしむらやま代表などをつとめる。1995年4月東村山市議会議員選挙に立候補、次点落選ながら繰り上げ当選し1997年まで議員。同年8月当選無効。1999年4月選挙では5位当選、2003年4月選挙は24位当選、2007年4月選挙は26位（最下位）当選、2011年4月選挙は16位当選、2015年4月選挙は22位当選、2019年4月選挙において第29位で落選した。2021年11月30日に死去したとされる。
- 東村山市議会議員朝木直子と2人で会派「草の根市民クラブ」を構成
- 『東村山市民新聞』発行人
- 認可保育所を経営するNPO法人「林檎の木」理事
- NPO法人「多摩レイクサイドFM」[8]監事[9]
- 東村山市民オンブズマン代表

などを兼ねた。
市川房枝記念会維持員、自由人権協会会員、アムネスティ会員。乙骨正生が発行する雑誌『FORUM21』にも数回寄稿した。

## 「草の根市民クラブ」の沿革

### 朝木明代と矢野穂積
1982年前後に朝木明代と知り合い、ともに「草の根市民クラブ」を立ち上げ、その実質的な広報紙『東村山市民新聞』（1987年3月〜）編集長をつとめた。1989年に朝木明代は市議会選挙に革新系無所属で当選、「草の根市民クラブ」の市議会議員として活動を開始したが、終始矢野と行動をともにした。朝木明代も、市の担当者による聞き取り（事前に通告した質問の趣旨など）への対応をしばしば矢野に任せ、控室に矢野がいないときには聞き取りに応じなかった。議会の議事中、朝木明代はひんぱんに議場から出て傍聴席の矢野と打ち合わせた。また、朝木明代の質疑に対する市側の答弁中、あるいは社民連や共産党の議員の質疑中には、矢野が傍聴席からしばしば不規則発言を行った。

### 市議立候補・議席譲渡事件
1995年4月23日投票の東村山市議会議員選挙を前に、草の根市民クラブは、議案の提出・修正動議の発議ができ、動議を成立させることもできる3議席以上の獲得を目指して矢野は、朝木明代・朝木直子（明代の長女）とともに立候補した。3人は参議院議員田英夫代表の新党護憲リベラルの公認（矢野）・推薦（朝木母子）を得ていた。朝木明代はトップ当選、朝木直子は4位当選に対して矢野は次点落選したが、4月26日に朝木直子が矢野を当選させるため松戸市へ転出し、被選挙権を失ったとして市選挙管理委員会に当選辞退を申し入れ認められた。代わりに矢野が繰上げ当選を果たし、朝木直子は1996年10月の衆院選、1997年7月の都議選に出馬した（いずれも落選）。
議席譲渡は有権者の意思をないがしろにするものと批判を浴び、新党護憲リベラルは3名の公認・推薦を取り消した。熊谷清治（その後1999年4月の市議選に社会民主党推薦無所属で立候補するも落選、2003年4月の市議選に社会民主党公認で再び立候補するも落選）を代表とする市民グループ18名が市選管に対し繰り上げ当選無効を申し立てると、矢野は6月22日の議会一般質問において、申立人が朝木直子の転出が偽装ではないかと聞き込み調査などをしたことを指摘しプライバシー侵害などと非難した。市選管・都選管とも申し立てを棄却し、裁定取消を求めた行政訴訟も東京高等裁判所で棄却されたが、市民グループ側が請求内容を矢野の「繰り上げ当選無効請求」から朝木直子の「当選取消無効請求」に変更したことなどにより、1997年8月25日に最高裁判所で、
- 4月26日の転居（その後、5月に松戸市内で2回の転居をした）は実態を伴わないものであり、任期開始の5月1日に朝木直子は市議の身分を得ている
- 市議が被選挙権を失ったことによる失職は地方自治法127条により市議会の議決による必要があるため、市選挙管理委員会による当選取消の決定は無効である

との逆転判決が下された。この結果、繰り上げ当選の決定も無効となって矢野は議員の身分を失い、東村山市選挙会は「朝木直子は5月の転居により被選挙権を失った」として朝木直子の議席回復も認めないと決定（1997年9月2日）、市選管は朝木直子に議員の身分を付与せず、朝木明代が1995年9月に死亡していたため、「草の根市民クラブ」は議席を失った。なお、矢野に対しては、議員報酬の返還を求める行政訴訟も提起されたが、矢野は当選無効となったものの1995年5月1日から1997年8月25日まで議員活動の実態があったため議員報酬の支給は妥当である、との判断から地裁（2000年3月23日判決）・高裁（2000年7月26日判決）とも棄却された。市議会は矢野が加わった議事・議決についてすべて有効であることを確認し、議事録もそのままとなった。
矢野らは、市民に対しては「判決は選管と市議会の手続きミスを糾弾したもので、朝木直子の2回目の転居（5月29日）で矢野が繰り上げ当選したことに変わりはない」と主張し、市議会事務局からの議員バッジ等の返還・議員控室の私物整理の求めにも応じなかったが、実際には最高裁判決を受けて朝木直子の議席を回復する手続きを始めた。朝木直子と矢野は市選管の朝木直子の議席回復を認めない、という決定取消の申し立てを行ったが、市選管（1997年10月3日）・都選管の棄却（11月26日）を受けて、朝木直子と共に決定取消を求める行政訴訟を起こし勝訴（1999年1月28日高裁判決、7月8日最高裁決定）、朝木直子は1995年4月の選挙当選によって得た市議会議員の身分を回復した。ただし最高裁決定時の1999年7月には当該選挙にかかる任期は既に終了しており、またこれに先立つ同年4月の市議会議員選挙で朝木直子と矢野は市議に当選（朝木直子1位、矢野5位）していた。この判決確定を受け東村山市議会は、朝木直子は1995年5月1日に市議に就任し在職、1996年10月8日に衆院選に立候補したことによって失職（在職したとはいえ事実上議員活動の実態は全くなく議員報酬支給もなし）していた、と確認した。これを踏まえ東村山市は1999年4月の市議会議員選挙について朝木と矢野をともに「元職」と記録している。

### 「草の根市民クラブ」と選挙
市議会における草の根市民クラブは、1995年4月までは朝木明代の1人会派、同年4月からは朝木明代と矢野の2人、同年9月の朝木明代の転落死からは矢野の1人会派、1997年、矢野の失職でいったん議席がなくなるが、1999年4月からは矢野と朝木直子がともに当選して2人会派となった。2012年9月、朝木直子が「草の根市民クラブ」を離脱し、民主党市議らと「東村山を良くする会」を結成。「草の根市民クラブ」は矢野の1人会派となったものの、2014年3月、矢野も「東村山を良くする会」に加入し、「草の根市民クラブ」は消滅。2015年1月、朝木とともに「東村山を良くする会」を離脱し、「草の根市民クラブ」を再結成している。
東京都議会議員選挙では、1993年および1997年7月の選挙に朝木直子が、2001年7月の選挙に朝木直子の父が北多摩第一選挙区（東大和市、東村山市、武蔵村山市）で出馬（無所属）したが、いずれも、当選はならなかった。
国政選挙においては、朝木直子が第41回衆議院議員総選挙（1996年10月）で地元の東京都第20区で出馬（無所属）し、落選している。
また、第42回衆議院議員総選挙では清水清一朗、白川勝彦、同年10月の衆議院東京都第21区補欠選挙では川田悦子への支持を表明した。2009年8月の第45回衆議院議員総選挙では、東京12区で公明党代表太田昭宏の対立候補民主党青木愛を支援、瀬戸弘幸ら右翼活動家が実働部隊として矢野らに協力した（後述）。選挙で自民党が敗北し民主党が与党となると、「早くからの無所属・政権交代派」と称し、小沢一郎の政治資金疑惑に対する検察・マスコミの追及を「政権転覆を狙う旧体制残党のクーデター」と批判した。

## 「草の根市民クラブ」の主張・活動

### 市議会における「草の根市民クラブ」
草の根市民クラブは、政治倫理の厳正、情報公開、税金の使途監視、特権・利権の排除、非暴力絶対平和を標榜している。
1992年からは創価学会・公明党の追及を主要な目標に加えた。矢野によれば、日蓮正宗寺院が草の根市民クラブに創価学会員からの人権侵害を訴えたことから始まったという。以降も、草の根市民クラブは日蓮正宗と連携した広報活動を行った。『東村山市民新聞』・東村山市民新聞ウェブサイトは、日蓮正宗の創価学会に対する勝訴あるいは「実質的な勝訴」の詳報に大きなスペースを割いており、日蓮正宗妙観講機関紙『慧妙』も矢野らの活動を紹介している。
2002年ごろからは保育園問題に取り組み始め、2003年市議選で矢野が得票を大幅に減らして下位当選に止まると、2007年市議選の半年前からは、草の根市民クラブ以外の非政党系市議に対する議員辞職要求を含めた批判(#西口再開発問題と同僚市議の追及・#「職業差別」問題とその波紋を参照)に力を注いでいる。
草の根市民クラブは、市議会における他会派との談合や根回しを拒否してきたとしている。ただし矢野も1995年から2008年にかけて数件の意見書案及び規則改正案を他会派の議員との連名で提出している。
草の根市民クラブのみが反対、他会派全てが賛成した議案としては、次のようなものがある。
- オウム真理教事件全容の徹底的解明と宗教法人法に基づく解散を求める意見書（議員提出議案）[45]
- 消費税率引き上げの凍結を求める意見書（議員提出議案）[46]
- アメリカ合衆国における同時多発テロ事件を糾弾する決議（議員提出議案）[47]
- 東村山市議会議員の議員報酬及び費用弁償に関する条例及び常勤の特別職の職員の給与及び旅費に関する条例の一部を改正する条例の修正案（修正動議）・常勤の特別職の職員の給与及び旅費に関する条例の一部改正・市職員の給与に関する条例の一部改正: 特別職（市長など）・市議・市職員の期末手当を0.2〜0.35月分の削減または凍結する内容[48]
- 東村山市「いのちとこころの人権の森宣言」決議案[49]
- 東村山市の「(仮称)自治基本条例」をみんなで考えるための手続に関する条例[50]
- 発達障害の早期発見につながる5歳児健診とその後の発達相談体制の整備について求める請願（後述）の採択[51]

### 『東村山市民新聞』・多摩レイクサイドFM
「東村山市民新聞社」発行の地域情報紙『東村山市民新聞』（定価150円）は、当初は新聞折り込み、後には宅配で、ほぼ市内全戸に配布されている。「東村山市民新聞社」は草の根市民クラブの事務所と同住所にあり、矢野が発行人、朝木直子が編集長をつとめる。記事のほとんどは草の根市民クラブの主張や活動の紹介が占め、市議会選挙の直前に発行される号では、矢野の緊急アピール・略歴・担当地域（1ページ分）が掲載される版と、朝木直子の緊急アピール・略歴・担当地域（1ページ分）が掲載される版の2種類が発行される。
配布手段が宅配に変わったことについて、矢野らは「創価学会の圧力により、広告取次店・新聞販売店が折り込みを止めた」としており、折り込み中止による損害賠償を求めて1997年に創価学会・広告取次店・新聞販売店を訴えて上記の主張をしたが認められず敗訴した（2004年1月28日、控訴せず）。
コミュニティFM「多摩レイクサイドFM」（2004年6月開局）は、矢野が監事を務める法人によって運営され、矢野が単独でパーソナリティをつとめる1時間番組「ニュースワイド多摩」が毎日6回放送される。アシスタントが新聞『読売新聞』『朝日新聞』『毎日新聞』『東村山市民新聞』などの記事を読み上げ、矢野が解説・論評するが、草の根市民クラブの主張、特に他市議への批判の比重が大きいとされる。市議会において、矢野らは、機会を捉えては、多摩レイクサイドFMが「総務大臣免許による」ことを強調している。開局と同年に市議会に「東村山市議会などをFM放送で中継することを求める請願」が提出された。付託された議会運営委員会は費用や公平性の問題から不採択と決し市議会定例会で報告、可決された。このとき、朝木直子は、議会が情報公開を否定する立場だと批判されるおそれがある、放送法及び電波法に基づく総務大臣免許の交付を受けた放送局は（公共性・中立性において）活字媒体とは全く異なる、という趣旨の質疑を行った。FMひがしむらやま（現・多摩レイクサイドFM）は、2004年3月に東村山市に災害緊急放送協定の締結を申し入れたが、設備面の費用負担を理由に見送られた。平成17年度決算特別委員会において、矢野は、総務省が地元放送局との災害緊急協定の締結を推進しているにもかかわらず、総務大臣が免許を付与したFMコミュニティー放送局との放送協定を結ぶことを市が拒否している、と指摘した。矢野が居住する分譲団地の有線テレビ工事でテレビ・FM放送の受信障害が生じたとして原状回復を求めた訴訟でも、訴状において「総務大臣が免許を交付して東村山市ほか6市などを放送区域としてFM放送をする多摩レイクサイドFM」と述べている。この訴訟では、受信障害があることの根拠は矢野の証言のみであり、有線テレビ会社の確認調査も拒否し、敗訴となった。一方、東村山市当局は、同放送局と矢野との関係を「把握していない」としている。
草の根市民クラブは、一般に「公器」と見なされるメディア2つを通じて活動・主張を市民に伝えており、地方自治体の小会派としては卓抜した広報力を有している。また、マスコミへの発信力にも優れており、後述するように、草の根市民クラブやその関係者が絡んだトラブルにおいては、議席譲渡事件や後述の「職業差別」問題など少数の例外を除いて矢野らの主張に沿った報道がなされることが多い。
草の根市民クラブは2000年5月に「創価問題新聞」を設置してネットを介した情報発信を始め、2001年8月ごろ「草の根掲示板」を併設した。掲示板は2004年末まで、サイトも（更新は2003年4月まで）2006年まで存続し（抗議を受けて2003年中頃にサイトを閉鎖したとする記述）、2006年6月までに内容を一新した同名のサイトに移行した。2003年秋から2004年頭にかけて、矢野ほづみ議員のページ、東村山市民新聞のページを開設した。2007年からは『東村山市民新聞』の名を冠したウェブサイト2つを含め、4つのサイトを運営する。東村山市民新聞（本項目中では、紙版『東村山市民新聞』と区別するために「東村山市民新聞ウェブサイト」と表記）は、ほぼ毎日更新される。ただし、「草の根掲示板」の閉鎖（2004年末〜2005年3月の間）以降は、コメント・意見などは実名・住所を付したメールにより受け付けている。

### 税金の使途監視
草の根市民クラブが東村山市を相手に起こした訴訟は、2007年12月20日までで70件におよび、東村山市が応訴に要した費用は2400万円にのぼるという。
一方、草の根市民クラブは、監査請求・住民訴訟で2000年11月までに7600万円超の公金を市に取り戻したことが「九月市議会の政策室長答弁」により明らかになった、としている。平成12年東村山市議会9月定例会（2000年9月12日）によると、内訳は次のようになる。
| 項目                               | 金額(円)   | 備考                        |
| ---------------------------------- | ---------- | --------------------------- |
| 納税貯蓄組合に対する補助金支出問題 | 1,697,850  |                             |
| シルバー人材センター職員給与問題   | 234,129    |                             |
| 互助会旅行券支給問題               | 9,630,000  |                             |
| 下水道事業受益者負担金徴収問題     | 15,652,980 | 徴収猶予の取り消しによる    |
| 柳瀬川廃川敷不当売却やり直し       | 49,327,852 | 鑑定→単価上昇の結果売却せず |
| 合計                               | 76,542,811 |                             |

ただし、備考に示すとおり、「下水道」は徴収猶予を取り消したもの（しかも監査請求じたいは棄却されている）、「柳瀬川」の4900万は、再鑑定による地価の上昇分による市所有地の総価格上昇分であり、売却に至っていないので、通常の意味で「市に取り戻した」といえるのはそれらを除く11,561,979円である。また、上記5件はいずれも監査請求によるもので、住民訴訟は含まれておらず（住民訴訟のほとんどは敗訴している）、その点でも「監査請求・住民訴訟で7600万円」は誤解を与える表現である。また、上記の70件の訴訟のうち、住民訴訟の形は取るものの、矢野らへの懲罰動議の取消や、矢野らの議会における発言削除の取消を求めるものなどが30件近くを占め、残る40件にも、他党への攻撃を狙いとすると思われるもの（共産党市議が主宰する青少年育成団体へ交付された市の補助金5万円の返還を市長と共産党市議に対し求めた訴訟（却下、控訴・上告も棄却）が含まれている。

### 人権・教育問題
草の根市民クラブは、個人情報保護を重視しており、市職員や一般市民による侵害については非常に厳格に対処してきた。
- 議席譲渡(前出)に市民有志が異議申し立てをした際、矢野はにおいて「市選管に提出された異動届から松戸市の住所が漏洩した」「人権侵害の違法行為」と厳しく追及した[23]。
- 平成14年9月の定例会では情報開示請求によって、生活福祉課長が、住基システムの端末から、職務上必要が無いにもかかわらず、矢野の個人情報にアクセスをしたと追求した[74][75]。9月12日、読売新聞・毎日新聞の多摩版が矢野の主張を報じた。
- 平成15年3月予算特別委員会でも、矢野は、議会事務局長心得が自らの戸籍謄本を参照したことを個人情報の目的外利用であるとして追及した[76]。
- 平成15年東村山市議会6月定例会で[77]、矢野が傍聴人をカメラで撮影したという指摘を受けた議長が、矢野にデータの削除を求めた。これに対して矢野は「（指摘をした傍聴人の）氏名を明かせ」「プライバシーの侵害だ」として応じなかった。
- 「淵の森」対岸緑地の保全問題について「淵の森保全連絡協議会」が、市長・市議会議長に提出した陳情書[78]に買収に絡む地権者や業者そして道路提供者の名が掲載されていたことを捉えて「個人情報の保護の認識のレベルが余りにも無頓着な方だ」と批評した[79]。

しかし、
- 矢野の繰り上げ当選に異議を申立てた市民の実名・住所を市議会の一般質問で紹介した[80]（『東村山市民新聞』でも報道）。
- 矢野・朝木直子らによる認可保育園設立計画などに対し認可プロセスの透明化を求める請願が出されると、『東村山市民新聞』で請願人の実名と子弟が通う保育園名を報道した（後述）。
- 矢野・朝木直子に対する辞職勧告を求める請願が提出されると（2007年）、9月18日の政策総務委員会において傍聴席に向けて「お前は○○か」と請願者の実名を呼んだ[81]。

など、あえて市民の個人情報を明らかにすることもある。後二者のケースは、市議の職権で得た請願人の住所氏名を利用したものであった。
矢野と後述の保育園園長は、共同で入居している分譲団地の管理組合の運営に対して抗議を続け、総会の決定の無効確認を求めるなど数回にわたって提訴した（敗訴）。この間、長期修繕積立金・管理費を払わず、管理組合から提訴された。矢野らは、裁判の途中で、不払いを同様の滞納者の人権を守る「非人道との斗い」と表現した。
発達障害児の保護者団体が2010年に提出した「発達障害の早期発見につながる5歳児健診とその後の発達相談体制の整備について求める請願」の審議においては、
- 発達障害は定義・治療法・診断基準が確定しておらず、「自閉症スペクトラム」という考え方に見られるように正常との境界もあいまいである
- 自らの指導力低下を「学級崩壊」と呼んで児童に責任転嫁してきた教員たちが、今度は「発達障害」という言葉を使って「支援」の名の元に児童を選別・差別しようとしている

と分析して不採択を主張し、請願人を「子供たちの未来を奪っている精神科医を盲信し、必死になって発達障害の普及・啓発をしている」と論評した。

## 朝木明代市議の万引き捏造説・謀殺説
朝木明代は、1995年6月に市内の洋品店でTシャツを万引きした疑いで取り調べを受け、9月初めに東村山駅前のビルの非常階段から転落死した。矢野は、朝木直子ら遺族とともに、転落死の直後から、
1. 万引きは捏造であり、転落死も謀殺である
2. 事件にいたる過程に創価学会が関与している

という主張（万引き捏造説・謀殺説）を始めた。『東村山市民新聞』や著述においては両者を混ぜ、しばしば「事件にいたる過程に」を省略して記述したが、創価学会の事件への関与を直接には表現しないように注意を払っており、提訴されると「『万引捏造・転落死に関与した』とは書いていない」と主張した。取材や会見においても同様で、一部の媒体は、矢野らが「創価学会による万引捏造・謀殺」を主張しているかのように受け取った。中でも『週刊現代』は矢野と朝木明代ら遺族への取材を元に「創価学会に殺された」という記事を掲載したが、矢野らは訂正・抗議をせず、国家公安委員長宛の請願に資料として添付した。『週刊現代』『週刊新潮』『文藝春秋』やTBSをはじめ、多数のマスコミが万引き捏造説・謀殺説を肯定的に取り上げ、自民党・共産党・幸福の科学・日蓮正宗も矢野らを支持した。特に、自民党は国会の質疑で（雑誌記事を引用するというかたちで）矢野らの主張を紹介し、公明党を批判するとともに、警察・検察にプレッシャーをかけた。警察は同年末まで、検察は1997年まで捜査を続けたが、「犯罪性は薄い」「他殺の確証なし」として捜査を終えた。

### 万引き捏造説・謀殺説にかかわる訴訟
矢野らは万引き捏造説・謀殺説に関係して数回の訴訟を起こした。
| 被告                       | 不法行為   | 内容 | 結果                     |
| -------------------------- | ---------- | --- | ------------------------ |
| 万引き被害を訴えた店主     | 名誉毀損   | 万引き被害を届出て、取り調べ・取材に対し犯人は朝木明代であると証言した                                                                              | 矢野らの敗訴             |
| 創価学会                   | 名誉毀損   | 出版物を通じて万引き捏造説・謀殺説を批判、自殺を示唆                                                                                                | 矢野らの敗訴             |
| 宇留嶋瑞郎(ジャーナリスト) | 名誉毀損   | 万引き捏造説・謀殺説を批判、自殺を示唆する記事を執筆。矢野らは、宇留嶋を「創価御用ライター」と呼んだ                                                | 矢野らの一部勝訴（後述） |
| 柳原滋雄(ジャーナリスト)   | 名誉毀損   | 謀殺説の根拠の1つを批判する記事をウェブサイトに掲載                                                                                                 | (最高裁で係争中)         |
| 東京都                     | 名誉毀損   | 東村山警察署副署長が、取材に対して万引き捏造説・謀殺説に不利な情報を提供した                                                                        | 矢野らの敗訴             |
| 東京都                     | 重大な過失 | 転落した朝木明代の救命処置における救急隊の過失 | 矢野らの敗訴             |
| 少年(当時)                 | 暴行・傷害 | 矢野を襲撃した（矢野によれば、謀殺に至る一連の攻撃の1つ、矢野の証言以外に裏付けがなく、刑事・民事とも矢野の主張を認めず、事件との関係を否定した。） | 矢野らの敗訴             |

また、逆に矢野らに名誉毀損の損害賠償を求める訴訟も起こされている（数の上では、こちらの方が2倍以上にのぼる）。
| 原告                   | 不法行為 | 内容 | 結果                 |
| ---------------------- | -------- | --- | -------------------- |
| 創価学会               | 名誉毀損 | 雑誌対談記事で事件への関与を示唆                                                                                   | 矢野らの勝訴（後述） |
| 創価学会               | 名誉毀損 | 『東村山市民新聞』・週刊誌記事（矢野らへの取材に基づく）で事件への関与を示唆                                       | 矢野らの敗訴         |
| 東村山警察署元副署長   | 名誉毀損 | 『東村山市民新聞』・ウェブサイト・多摩レイクサイドFMの放送・著書などにより、捜査が不公正あるいはずさんであると指摘 | 矢野らの勝訴（後述） |
| 東村山警察署元副署長   | 名誉毀損 | ウェブサイトで「捜査がデタラメ」「誰がみても、グル」などと批判。他殺・万引捏造の真実性・相当性が争点となった       | 矢野らの敗訴         |
| 万引き被害を訴えた店主 | 名誉毀損 | 『東村山市民新聞』などにおいて創価学会や公明党と共謀し万引き事件をねつ造したと喧伝                                 | 矢野らの敗訴         |

### 判決の解釈・評価
上記の訴訟において、万引きや自殺の相当性が認定されることはあっても真実性が認定されることはなかった。一方、万引き捏造や謀殺は、真実性・相当性のどちらも認定されたことがなく、一部の判決で「他殺の可能性」の相当性が認められたに止まる。しかし、矢野らは、自殺の真実性が認定されることを「自殺説」、自殺の真実性が認定されないことを「他殺説」と定義することにより、一連の裁判結果を「自殺説が否定され、他殺説が確定してきた」と表現している。矢野らがこの独特の定義を大々的に使った最初は、月刊誌『潮』記事の「朝木明代が万引・自殺し、矢野とともに万引のアリバイ工作を行った」と示唆した記述を矢野らが名誉毀損として訴えた裁判の地裁判決（2002年3月28日）である。この判決は、万引・アリバイ工作・自殺したことが事実であると見る根拠は十分にある（ただし、断定するには足りない）、として矢野らの敗訴としたが、矢野らは上記の定義により「判決が万引・アリバイ工作・自殺説を否定した」と喧伝し、「実質勝訴なので」として控訴しなかった(矢野のアリバイ工作への関与の部分のみ控訴して争い、棄却された)。その後の裁判にも同様の定義を適用することで、矢野らは、朝木明代関連の多数の裁判の多くは自らの有利な結果に終わったとしている。2008年末には「実行犯の絞り込みが進んでいる」と述べた。
矢野らが聖教新聞記事を訴えた裁判の判決では、記事が社会的評価を低下させたことを認めた上で、矢野らが主張した他殺説が根拠を欠いており、創価学会への名誉毀損行為であるとして、記事は正当な反論行為と認められ、矢野らの敗訴となった。矢野らは「裁判所が『朝木議員の社会的評価を低下させた』と断定」とのみ報道した（『東村山市民新聞』115号（2000年9月1日））。
矢野・朝木直子が『東村山市民新聞』記事について創価学会に訴えられた裁判では、万引捏造・殺害への関与を信じるに足る根拠を明確に示すことはせず、「創価学会が万引を捏造した/殺したとは書いていない」と主張した。しかし、記事全体として誤解を誘発しているとされ、1審（2001年2月27日）・2審（2001年12月26日）とも敗訴したで損害賠償金200万円の支払いと「記事は事実に反しており、名誉を著しく毀損したことを謝罪する」旨の謝罪広告の掲載を命じられると、矢野らは創価学会と司法との癒着の告発のみに特化した『東村山市民新聞』126号(通常の4頁編成の号と違って2頁)を発行し、謝罪広告を「茶番判決」の証拠の1つとして挿入することで、謝罪の意思がないことを明確にした「週刊現代事件」でも、「信用できない裁判官もいることを証明した」などと報道した。
矢野らが勝訴した訴訟の主なものは、次の3つである。
1. 2005年5月13日の最高裁決定で確定した東京高裁判決: 『月刊タイムス』(平成8年2月号)の記事を名誉毀損として矢野らが宇留嶋瑞郎らを訴えた裁判では、地裁判決で万引き・アリバイ工作・自殺を示唆する記述について真実相当性が認められたが、矢野穂積がアリバイ工作を主導したという記述と、朝木明代と矢野穂積に関する数カ所の中傷的な表現が名誉毀損かつ違法と判断された。矢野らは控訴せず、『月刊タイムス』側が控訴・上告したが棄却・不受理となり確定した。
2. 2008年6月17日の最高裁決定で確定した東京高裁判決: 乙骨正生が発行する雑誌『FORUM21』2004年1月15日号の記事「座談会 やはり『他殺』だった朝木明代東村山市議怪死事件」を創価学会が訴えた。一審の東京地裁判決では原告勝訴、控訴審の東京高裁判決は「創価学会が殺害したとの事実を摘示するものとは言えない」と名誉毀損性を否定して学会側の敗訴となった[99][100]。この訴訟で矢野らが主張した他殺説の根拠(「創価学会側が事件に関与した疑いは否定できない」という検察官発言など)の多くは地裁においては否定され、高裁では名誉毀損不成立のため判断の必要なし、とされた。矢野らは、地裁判決が取り消されたことで他殺説の証拠が認定された、としている[101]。
3. 2009年7月14日の最高裁決定で確定した東京高裁判決: 矢野・朝木直子の著書『東村山の闇』（2003年）の記述のうち、「東村山警察署副署長が捜査をねじ曲げた」とする点などを名誉毀損として元副署長が訴えた。「ねじ曲げた」とした記述は意見ないし論評の一部であり、根拠とされた事実の一部については矢野らが「朝木明代が謀殺された可能性を示すもの」と考えたこともやむを得なかった、などとして棄却、矢野らの勝訴となった。

## 街宣右翼との共闘

### 瀬戸弘幸らの支援
2008年夏以降、矢野は外国人排斥を掲げて活動する維新政党・新風副代表（2009年に退任）瀬戸弘幸らの右翼活動家と「朝木市議の万引き捏造・謀殺の真相解明」のための協力関係に入った。矢野らは、瀬戸らが主催した「「政治と宗教を考えるシンポジウム」（2008年8月24日）・「朝木明代議員追悼・東村山駅頭行動」（9月1日）から数回にわたって瀬戸らが主催する集会・シンポジウムに来賓として招かれて出席、情報提供・アドバイスを行い、戦略を指南した。また、たった1回のみではあるが、東村山市民新聞ウェブサイトで瀬戸らの活動を2行を費やして紹介したことがある(リンクは張らず、右翼活動家であることにも触れなかった)。これに対して、瀬戸らの矢野に対する貢献は、次のとおりである。
- 矢野らが提供する情報(万引き捏造・謀殺説の根拠、裁判における矢野らの勝訴など)を街宣(街頭宣伝)・集会・ウェブサイト・動画サイトなどで拡散する
- 矢野ら自身は(ほのめかすものの)避けている「創価学会による捏造/謀殺」「東村山署副署長の不正捜査」「洋品店主の虚偽申告」などを明示的に告発し、名誉毀損等で提訴されるリスクを引き受ける
- 矢野らが直接・間接に批判した対象（万引き被害を届け出た洋品店・東村山市議会議長・元東村山警察署副署長・矢野らに批判的なジャーナリスト・裁判所・創価学会施設など）に対して、示威的な抗議行動を行う
- 矢野らが作成した印刷物を買い取り、各戸配布（ポスティング）あるいは街頭配布する: 『東村山市民新聞』・『北多摩市民新聞』[103]など。
- 矢野らの主張を掲載した印刷物を作成し、各戸配布・街頭配布する
- 矢野に批判的なライター・ブロガー・同僚市議に対し「調査」「追及」を匂わせる[104]

### 「立場を超えた共闘」
「憲法9条堅持・非暴力絶対平和」を標榜する草の根市民クラブと「9条破棄・核武装を視野に入れた国防の強化」を主張する瀬戸らは、政治的立場が対極にあると自認していた。しかし、矢野らは「9条2項の会」の呼びかけを『東村山市民新聞』・ウェブサイトに掲載しているものの、実効的な護憲・反戦平和活動を行った形跡がなく、また、「従軍慰安婦＝売春婦」とする瀬戸らと酷似した主張をしたこともある。瀬戸らは、矢野らへの協力と並行して外国人(特に在日韓国・朝鮮人)排撃の直接行動を繰り返していたが、矢野らは沈黙を守り続けた。瀬戸も、2009年8月総選挙において民主党への政権交代への危機感を訴えていたにもかかわらず、実際には矢野らの意を受けて民主党の青木愛の当選を(対立候補の落選運動というかたちで)援助する活動に労力を費やした。このように、「立場を超えた共闘」は何の軋轢・葛藤もなく行われた。
「共闘」の人脈的な素地としては、瀬戸の協力者の一人主権回復を目指す会代表西村修平との関係が挙げられる。草の根市民クラブは西村が記者・編集委員をしていた右翼系政治団体の機関紙『國民新聞』でも好意的に取り上げられたことがある。

### 個人を標的とした右翼の「実力行動」と草の根市民クラブ
2008年9月1日に行われた「東村山駅頭行動」(上記)に参加した西村修平・在特会会長桜井誠らが、万引き被害を届け出た店に「表敬訪問」と称して日の丸やプラカードを掲げて演説を交えつつ集団で押しかけ、入店を制止しようとした元東村山署副署長と口論の後、店に集団で抗議の声を浴びせる事件があった（矢野・朝木直子は事件後に瀬戸・西村・桜井らと合流した）。2ヶ月後の11月16日に、瀬戸弘幸らが開催した「第3回政治と宗教を考えるシンポジウム」において、矢野は9月の事件について「立場の弱い個人を標的にすることが効果的」と受け取られるように技巧を凝らした発言を行った。9ヶ月後の2009年6月2日、朝木直子は、本会議を傍聴に来ていた元副署長が市役所から出たところにカメラを向けて撮影のフリをし、元副署長に怒鳴られた(市議会議長からも傍聴人の撮影をしないよう注意を受けている)。このことを根拠に、矢野らは「事件の原因は副署長」と断定する記事を東村山市民新聞ウェブサイトに掲載して西村らの行為を擁護した。6月14日に、朝木直子に注意した市議会議長(公明党所属)の自宅前で、瀬戸の同調者が創価学会と議長個人をターゲットとする街宣を行った。
元東村山署副署長が矢野らのウェブサイト『創価問題新聞』の記述を提訴し、矢野らの示した万引き冤罪・他殺の根拠の証拠能力、万引き冤罪・他殺の真実性・相当性がことごとく却下された高裁判決が最高裁で確定（2009年1月29日東京高裁判決・2009年7月3日に上告不受理が決定）すると、矢野らは「破綻判決」と呼んで判決を下した裁判官の処分を訴えた。直後に、瀬戸らは「デタラメ判事を国民の前に引きずり出せ」として最高裁への「抗議活動」(抗議デモ)を行った。

### 2009年総選挙とその後
矢野らは、2009年7月に、瀬戸らや乙骨正生の『FORUM21』などとともに、第45回衆議院議員総選挙において衆議院東京12区で立候補が予定されていた公明党太田昭宏代表の落選を目指してビラの各戸配布などを行う「ストップ!ザ『政教一致』実行委員会」を設立し、団体・個人の参加とカンパを呼びかけた。委員会が東京12区で配布した『ストップ!ザ『政教一致』ニュース』創刊号では、矢野らが『東村山市民新聞』などで主張した内容、矢野が発行した『北多摩市民新聞』第5号が掲載した内容が紙面の多くを占めた。矢野らは、共産党と幸福の科学に対しても、朝木明代の転落死事件の際に協力を受けたことに注意を喚起しつつ「今回も（立候補辞退をして）協力を」とする要請文をウェブサイトに掲載した。太田昭宏が民主党候補に敗れて落選すると、翌日（2009年8月31日）に東村山市民新聞ウェブサイトのトップページ（魚拓）を更新して「党首（原文ママ）を討ち取った!」と宣言した。
選挙2日後の9月1日に瀬戸らは、前年と同様に東村山駅前で「朝木明代さん殺害事件を14年目の命日に訴える!」と号する集会を催したが、矢野らは参加せず、その後は、瀬戸らと集会・街頭行動・文書戸別配布などで行動をともにすることも、ウェブサイトで瀬戸らについて矢野らが言及することもなくなった。また、上述のように民主党に接近する姿勢を示すなど、瀬戸らの主張と相反する記述をウェブサイトに掲載し始め、「立場を超えた共闘」は最初から存在しなかったかのように扱われるようになった。一方、瀬戸は2010年10月に矢野らが主催する「朝木明代議員追悼の集い」に参加し、草の根市民クラブの市政活動への支持を呼びかけた。

## 保育園問題

### 待機児童と認可・認可外格差
東村山市では、他の都市部の自治体と同様に、1990年代後半から、
1. 定員が不足するために認可保育園に入れない待機児童が出る[123]。
2. 認可保育所と認可外保育施設との間で、保護者負担額・保育水準に格差が生じる

などが政策課題となった。草の根市民クラブは1999年ごろからこの問題を取り上げ始め、認可外施設の劣悪な環境を指摘して市が補助金を支出することを批判する、などの質疑を行ったが、矢野らが「昔からくさいにおいで知られる、あの保育所」と呼ぶ特定の認可外保育施設の追及に力点が置かれていた。

### 認可保育園の新設
平成15年東村山市議会第1回厚生委員会（2003年1月29日）で、
- 2002年2月に基準緩和を受けて個人立の認可保育園を設置する意向をに市に示した人物がいる
- 設置者が関係部局との相談・協議を行う際には市会議員が同行していた
- 同年秋に土地が確保され、12月に基本計画が確定し、市の保健福祉部が8000万円超の補助（うち5000万円超を市が負担）を含む予算措置を起案し、東京都の内諾も得て建設工事や職員の雇用が開始された
- 2003年4月ないし6月開園（設置）予定
- 認可申請を都に提出するのは2003年3月10日（設置20日前までの提出が義務づけられている[126]）
- 園庭を置かないなど規制緩和をフルに活用し、最低基準をぎりぎりでクリアした設備規模などの経過が初めて開示された。保健福祉部長は「個人立であり、個人情報に当たる部分は申請まで公開できない」とし、設置者や同行した議員についての情報について答弁を拒み、設置計画の公開にも制限を加えた。第2回厚生委員会（2003年2月10日）では、設置者の氏名や保育園名に加え、
- 設置者には朝木直子が同行していた[127]
- 設置者の女性は矢野の同居人であり、市の担当者もそれを承知していた

などが明らかになった。
草の根市民クラブの関与のもとで最低基準ぎりぎりの保育園が駆け込みのような形で認可されようとしていること、またその経過が市民や市議会に対して意図的に隠匿されていたと推定されることが他会派の市議の不信と反発を招き、平成15年東村山市議会3月定例会（2003年2月24日）で「待機児童の解消は、保育の質を確保し、多くの関係者の協力が得られる公明正大な方法で行うことを求める請願」と「認可保育園の設置基準の作成と予定されている新設保育園の拙速な認可の見直しを求める決議」（議員提出議案）が可決された。1ヶ月後、新設保育園補助を計上しない予算案修正案が可決されたことにより、保育園の認可は先送りになった。ここまでの過程で、矢野らは、都の見解は自分たちを全面的に支持していると主張し、以前から矢野と対立関係にある保育園の園長（前出）などの妨害に原因があるとして個人名を挙げて非難した他、訴訟の可能性を匂わせる発言を行って抵抗した。また、設置者の女性・弁護士とともに保健福祉部長らを複数回訪れ、開園が遅れた場合には損害賠償を求めて訴えることを示唆した。『東村山市民新聞』も130号（2003年2月15日）から保育園問題の記事を掲載し始め「同業者(前述の施設園長を指す)と創価が妨害」と報じ、135号（2003年9月）では上記の請願の請願者の実名を掲載して、公明党や対立する保育園によるものであることを匂わせる報道を行った。
2003年6月17日に、設置者の女性は不認可決定の取消と損害賠償を求めて東村山市長・市議会・東京都知事を提訴した。提訴を事前に知らされていたTBSテレビが6月13日・16日にこの問題の取材を行い、提訴当日夕方の報道番組『JNNニュースの森』の中で「市議会の妨害を受けながらも保育への情熱を胸に果敢に訴訟に臨む女性」にスポットを当てた特集『保育園は誰のものか』を放映した。2004年4月21日に裁判長から和解が提起され、7月12日に、
- 東村山市は定員を数名減らすことで保育環境の改善と見なし、10月1日開園に向けた事務を進める
- 東京都は認可へ向けた事務を進める
- 設置者の女性は市長・都知事への提訴を取り下げる

という和解内容で合意し、2004年6月30日に東京都の認可が下りて同年10月1日の開園が決まった。
市議会は2004年6月に調査特別委員会を設置し、さらに審議を進めた。調査特別委員会では、情報隠蔽の経緯や草の根市民クラブの関与、保育環境に加えて、問題化以降の設置者の対応、設置者の経済的基盤などが議論にのぼった。
2004年9月30日に新設保育園への保育所運営費負担金ほか各種補助金・助成金が計上された補正予算案が提出された。議長は質疑の途中で否決の可能性が高いと予測して（予測どおり、10月臨時会（2004年10月30日）では専決処分を自民党のみが承認、他会派は不承認としている）議事を中断、再開せずに審議未了のまま自然流会となって、市長の専決処分により予算が成立した。自民党所属の議長と市長による緊急避難的な措置により、翌10月1日に保育園は開園した。園長となった設置者は上記の合意にもかかわらず訴訟を取り下げず、開園前後の市の指導も（係争中であるという理由で）弁護士を通じてしか受け付けなかった。
平成17年東村山市議会3月定例会（2005年3月25日）における一般会計予算の審議では、草の根市民クラブ以外の全会派の提案により和解合意の履行・市の指導による保育環境の改善などを求める附帯決議が可決された。この直後に園長は訴訟を取り下げたが、事務連絡を除く市の指導・打ち合わせ・協議などには応じない姿勢を保った。平成18年東村山市議会3月定例会（2006年3月24日）における予算審議でも、共産党と草の根市民クラブ以外の全会派が提案して市の指導による保育環境の改善などを求める附帯決議が可決された。園長は後者の附帯決議に対して決議無効確認と損害賠償（名誉毀損）を求める行政訴訟を起こし、名誉毀損については一審・控訴審とも園長が勝訴した（上告不受理で確定）。判決確定直後の平成21年東村山市議会9月定例会（2009年9月4日）で、矢野と朝木直子は一般質問の時間のほぼ全てを判決の意義と責任者の追及に費やした。
園長は、この訴訟の前にも市を提訴したが、一審で棄却されている。職員の増員などに伴う補助金の交付を市に請求し、市が求めた事前協議に応じなかった。このことを理由に市が不交付を決めたことに対して、およそ1千万円の損害賠償を求めるものであった。

## 西口再開発問題と同僚市議の追及
2007年以降、草の根市民クラブが最も厳しい追及を向けたのは、政党に所属しない2名の市議会議員であった。2007年4月の市議選では当選者26名中8名が無所属で、そのうち4名は当選後に「自民党・自治クラブ」に所属、2名は草の根市民クラブ所属の矢野と朝木直子、残る2名はそれぞれ1人会派のB市議（2期目）と新人のA市議で、ともに東村山駅西口再開発問題（下記）で住民投票条例直接請求運動に関わっていた。

### 東村山駅西口再開発問題
2004年から着工した東村山駅西口再開発事業は、高さ約96メートルの再開発ビル（マンション・テナントと公益施設が入る）と駅前広場、周辺道路整備など総事業費90億円超（計画）の規模であった。2006年、本格着工を前にして、再開発ビルの採算性や必要性、決定手続きへの疑問の声が高まり、計画の是非を問う住民投票を求める市民連絡会が8月に発足して10月から署名活動に入り、有権者数の15%に迫る1万7000あまりの署名を集めて11月2日に提出、11月29日に直接請求（本請求）を完了した。直接請求により「東村山駅西口再開発事業を現計画のまま行うことについて市民の賛否を問う住民投票条例」案が平成18年12月定例会（2006年12月6日）に提出された。住民投票条例に最も積極的だったのは、署名活動にも関わった共産党・生活者ネット・B市議（無所属）だったが、民主党も（再開発計画には賛成ながら）住民投票に賛成を表明した。一方、市長および自民党・公明党は反対しており、議会を二分する情勢だった。
東村山市で、直接請求を求めて有権者数の十数%にのぼる署名が集まったのは、1992年に次いで2回目である。前回は、生活者ネットなどの主導で行われたリサイクル条例の制定を求める署名活動で、ほぼ同じ17000近くの署名が集まった。このときには、朝木明代は法案と請求者を市議会で口を極めて批判し、自民党・公明党とともに否決していた（共産・社民・生活者ネットが賛成）。14年後の西口再開発問題において、草の根市民クラブは、再開発には反対を表明していたが、署名集めが本格化した10月になって、「B市議は公選法違反で東村山市議の資格がない」との主張を開始した（後述）。また、
- 共産党・B市議の主張は「見直し」であり、対案を示してもいないのだから、実は推進派だ
- B市議は共産党の支援で市長選に出るそうだ

と『東村山市民新聞』で報じた。
上記の通り、多数の署名が集まって本請求が成立すると、12月定例会（2006年12月20日）の条例案の審議が始まった直後に、草の根市民クラブは島崎洋子市議（2006年11月に生活者ネットを離脱。1人会派「市民自治の会」となる）と共同で条例案の修正案を2つ提出した。1つは、現計画の見直しではなく「現計画のまま続行」か「中止」の二者択一とするもの、そして、もう1つは、前者に加えて投票数が投票資格者の半数を超えることを投票の成立要件とするものであった。修正案は自民党・公明党などの賛成で議事日程に加えられ、議長が最初に2つの修正案を採決すると、条例案の原案を支持する共産党などが反対に回り否決された。また、原案の採決では島崎市議が反対に回り否決（賛否同数のため議長が裁定）となった。

## 「職業差別」問題とその波紋

### 風俗記事編集者歴がある市議への辞職要求
2007年4月の市議選に初当選する前に退職した出版社で、風俗記事の編集を行い、また、風俗情報を紹介する動画サイトにキャスターとして出演していた市議（以下A市議）に対して、草の根市民クラブとして辞職を求めた。
- 東村山市民新聞ウェブサイトで追及ページを公開[149][150]。この市議を批判するものだけでなく、氏を支援することを表明した人々をも批判した（下記）。
- 『東村山市民新聞』157号(5月29日付け)に「風俗マニアがグルメで粉飾、市議に!」「セクハラ満載の動画サイト」を掲載。「ニュースワイド多摩」でも『東村山市民新聞』掲載内容を紹介した。
- 18歳以上かどうかを確認する入口ページを飛ばして、A市議が出演するページへのディープリンク(いわゆる「直リンク」)を設置し、『東村山市民新聞』157号（5月29日付け）[151]で「東村山市民新聞ウェブサイトからアクセスできます」と呼びかけた。
- 5月25日に、朝木直子が、上記のウェブサイト出演がセクハラによる人権侵害・男女共同参画条例違反に当たり市議としての適格を欠く、として百条委員会設置または辞職勧告決議を求める申し立てを市長に提出し、ウェブサイトに文書例を示して市民に同様な申し立ての提出を呼びかけた。なお、A市議に名誉毀損で訴えられると（後述）、矢野らは、同市議のブログに不快感を表明した匿名コメントがあったことが市条例違反の根拠である、とした[152]。
- 6月8日の市議会一般質問において、矢野・朝木直子両議員が、質問時間の大半を使って、この市議の公選法違反とセクハラによる人権侵害に関する市の見解を問いただした。この中で、朝木直子は「A市議に関して、人権侵害等の申し出はあったのか」と質問し、「5月25日に朝木市議から東村山市長に対し人権侵害申出書が提出されております」との答弁を引き出した。また、朝木直子は「ブログ等で一般商店、飲食店につき無償で宣伝行為を行うことは、選挙区内に対する寄附行為、財産上の利益供与に当たるのではないか」と質問した[153]。
- 6月13日に、朝木直子が紹介議員となり、上と同趣旨の「A氏に対する辞職勧告を求める請願」を提出[154]、6月19日に、朝木直子が紹介議員となり、(1)経歴詐称・(2)異論の封殺行為姿勢・(3)著作権侵害を理由とする「A市議への辞職勧告についての請願」を提出した[155][156]。「経歴詐称」は選挙公報に「性風俗レポーター」と記載しなかったこと、「著作権侵害」は、ブログにテレビ番組を録画したYouTube動画を番組名・放映局・放映日を明記した上でリンクしたことを指す。「異論の封殺行為姿勢」は、この市議のブログでいわゆる「IPで弾かれる」処置をされたことなどを指す[157]。
- 市議が出演している動画ファイルがサイトから削除されると、予め保存していたファイルのコピーを『東村山市民新聞』WEB版に置いて閲覧可能な状態にした（遅くとも6月24日）[158]。著作権者のクレームを受けたが、個々のファイルを呼び出すページへのリンクを外す[159]のみで、要求に完全に屈することはしなかった。
- 8月20日に、朝木直子が紹介議員となり、「A氏の職業安定法第63条第2号違反(「有害業務」紹介)の疑いに関する事実の究明等を求める請願」「A氏の薬事法第68条違反(「無承認無許可医薬品」の宣伝)の疑いに関する事実の究明等を求める請願」を提出[160]、東村山市民新聞ウェブサイトやコミュニティFM「多摩レイクサイドFM」のニュース番組「ニュースワイド多摩」で疑惑を匂わせる報道を行った[161]。

などを行った。これらのいきさつの一部は、マスコミでも報じられたが、おおむね辞職要求を前職による差別と捉えており、矢野らに批判的な論調であった。ただし、『週刊新潮』記事のみは矢野らに好意的で、矢野らは東村山市民新聞ウェブサイトで記事タイトルを速報し、後にA市議に名誉毀損で訴えられると、この記事を「名誉毀損に当たらない証拠」として提出した。
申し立ては「人権侵害・違反なし」と判断され、請願はいずれも不採択となった。しかし、矢野らはウェブサイト・『東村山市民新聞』・多摩レイクサイドFMでの批判を続け、「セクハラ議員」と呼び続けた。
2008年4月16日にA市議が矢野・朝木直子とFMを運営する法人を名誉毀損で提訴すると、矢野らは、この裁判を「女性蔑視追及裁判」「職安法・薬事法違反の疑いについて審理」と称し、A市議の提出した書面を「本人調書」、口頭弁論などでのA市議の発言を「本人供述」、判決を「Aの判決」と呼んで市民に広報した。一方、法廷では「セクハラ云々は論評に過ぎない」「職安法・薬事法違反の疑いが持ち上がっていることを述べただけ」との主張に終始した。一審判決は「セクハラ」については矢野らの主張を認め、「論評に止まり名誉毀損に当たらない」とした。しかし、職業安定法違反や薬事法違反を行ったような印象を与える情報を広めたことについて損害賠償(『東村山市民新聞』75万円・東村山市民新聞ウェブサイト75万円・多摩レイクサイドFM50万円)と謝罪放送が命じられ、矢野らの一部敗訴となった。矢野らは、敗訴部分について直ちに控訴した。また、A市議が控訴しないことが確定すると、東村山市民新聞ウェブサイト・『東村山市民新聞』165号（2010年6月）・多摩レイクサイドFMのニュース番組で、自らの敗訴には言及せず、
- （一審判決が）エロキャスターと断定
- （一審判決が）A市議には（男女共同参画）条例違反の疑いが強いことを認めた

など一審判決に存在しない内容を報道して、A市議の辞職を求めるとともに、条例違反に当たらないとした市の決定の責任を追及する姿勢を示した。これは、辞職要求事件に関するマスコミの関心が薄れ取材・報道がなかったことを巧みについたものであった。矢野は、さらに、多摩レイクサイドFMのニュース番組で「控訴審の第一回口頭弁論で裁判長が『市議会議員やってること自体、かなり問題じゃないか』旨の発言をした」と司法もA市議の辞職を求めているかのような報道を行った。控訴審第二回口頭弁論で、裁判長は矢野が発言の意図を歪めて伝えたと叱責した。
控訴審は、矢野らの「セクハラ」の定義が一般から逸脱していることを認定した他は一審とほぼ同様の認定を行い、矢野らに計100万円の支払いと謝罪放送を命じた（2011年3月16日）。矢野らは、控訴が棄却された部分を「裁判の根幹ではない」とのみ触れ、損害賠償や謝罪放送については省略した『東村山市民新聞』記事を作成し「エロライター裁判」「A市議がまた敗訴」「こんな人物が市議でいいのか？」と見出しを掲げて3月末に市内各戸に配布した（『東村山市民新聞』170号。市議選告示の直前であった）。「勝訴」と広報する一方、矢野らは判決を不服として上告したが上告棄却となり矢野らの敗訴が確定した。

### 「淵の森」対岸地買い取り運動
東村山市・所沢市の境、荒川支流柳瀬川に沿った「淵の森」は、残存する武蔵野の雑木林の1つで、1996年に両市の市有地となり、市民団体が両市の環境課の協力を得て保全活動を行っている。2007年に淵の森対岸の宅地開発計画が明らかになると、淵の森保全連絡協議会（会長・宮崎駿）が市に公有地化を陳情し、財政難を理由に拒まれる(対岸地の地主も、開発計画の前から市に買い取りを求めていたが、同じ理由で断られていた)と募金運動を開始し、その成果を元に再度陳情を行った。このことにより（市長が交代したこともあって）市の方針も公有地化の方向に転換した。権利者との交渉は難航したが、最終的に市が買収して「八郎山」と命名され、上記協議会が改称した「淵の森の会」が中心となって維持管理を行っている。
A市議は、市議当選直後から対岸地の問題に関わるようになり、募金運動や維持ボランティアを支援する一方、市議会で市の方針や途中経過を再三質問していた。矢野は、9月本会議（9月13日）の一般質問中に、A市議は淵の森問題によって市議としての不適格性や無能力をごまかしている、という内容の批評を挿入し、ウェブサイトでも同趣旨の批判を繰り返した。
草の根市民クラブは、対岸地の買い取り自体にも、財政支出を主な理由として反対を表明し、「有名人の動きに市民の意思を無視してとびついた」「市長や一部の市議の人気とり」と非難した。また、宮崎に対しても、市議会とウェブサイトで「全額を拠出せず、所沢市に住むにもかかわらず東村山市民の税金を当てにしている」と批判し、さらに「淵の森本体の取得時も、自分で話を持ち出しながら、平気で市民の税金をあてにした」と糾弾した（本体の買収費用約4億円のうち、市が1億円支出し、3億円近くが宮崎の寄附により賄われた）。

### ネット上の論争と請願人提訴
市議への辞職要求の過程で、その知人やセックスワークに従事する人々、セックスワークや差別問題に関わる人々から抗議が広まり、この市議を支援し矢野らを批判するサイトが作られ、多様な背景・信条を持つ賛同者が抗議文に署名し、情報交換が行われた。加えて、アクセス数の多いブログで取り上げられたことにより、署名サイトの外へと批判者が広がった。彼らは、
- 前職を理由に議員辞職を迫ることは職業差別にあたる
- 差別を正当化するために、いわゆるセックスワーク全体を「有害行為・違法行為であり職業ではない」と見なしている
- 当選前に勤務先の業務として行ったことがネット上に残っているものを、あたかも市議として当選後も継続して行ったように喧伝し、個人の資質と結びつけている
- 年齢制限を明示したサイトの内容を閲覧したことをもって「セクハラを受けた」と称している。しかも、そのサイトの閲覧を無差別に推奨している
- 違法とは到底言えないことを（司直に告発することもなく）違法と決めつけ喧伝している

などの批判をした。
矢野らは、上記の批判に対して、
1. 上記サイトの抗議文賛同者から東村山市民と思われる氏名・ハンドルネームを東村山市民新聞ウェブサイトに列挙し、「違法な売春の支持者として『東村山市民新聞』で徹底追及する」と署名撤回を迫った。
2. さまざまなサイトから矢野らに批判的なコメントを蒐集し、東村山市民新聞ウェブサイト上で「セクハラ支持ネット・オタク」「風俗マニア」と呼びつつ紹介した[184]。
3. 批判の声をあげたブログの1つが名誉を毀損したとして、サービスの提供会社を提訴（後述）
4. 批判者の主張を取り上げる新聞・雑誌に対しては、取材を拒否した[185]

市民有志が上記1・2などを根拠に「矢野穂積・朝木直子両市議に対する辞職勧告を求める請願」を市議会に提出した（8月21日）。請願は、付託された議会運営委員会（9月20日）で審議される予定であった。この委員会では、同時に、もう1つの請願「政策総務委員長に猛省を促し辞職を求める請願」の審議も予定され、朝木直子は紹介議員として出席を求められていた。この請願は「市議の辞職を求める請願が不採択になったのは議論が不十分なためであり、委員長は市民の請願権を否定した」とするものであった。
矢野らは、委員会に先立って「請願文が矢野・朝木直子の名誉を棄損した」として請願人代表者である会社員男性と紹介議員（A市議とB市議）を告訴し、委員会前日に、
1. 請願文は名誉毀損で告訴した。係争中のため、出席要請を拒否する
2. 請願文を議会で読み上げること、会議録に記載することは名誉棄損行為をさらに重ねることになるので認めない
3. 政策総務委員長の辞職を求める請願は請願人の都合により取り下げる

と通告した。これは、
- 議員に配布される「請願文書表」から告訴に必要な請願人代表者の住所・氏名を得られること[189]
- 個人情報保護条例は個人情報の職務外使用を禁じているものの、罰則規定は職員を想定しており、議員を明示的に対象としていないこと[190]
- 請願の取り下げについては、議長の承認以外に特に制限する規定がないこと[191]

を巧みについたものであった。矢野らの通告にもかかわらず、議会運営委員会は請願を審議（不採択、本会議で承認）し、会議録に掲載された。
上記のいわゆる「請願潰し裁判」で、矢野らは、
- 匿名のハンドルネームへ向けた矢野らの攻撃を根拠にした「名誉毀損的」「脅迫的」「言論の自由を否定する非民主主義的行為」「市議として不適格」などは（論評ではなく）事実の摘示であり、匿名者には名誉権等人格権はないから、これらの表現は真実性・相当性がなく違法である[193]
- ウェブサイトでの市民に対する攻撃は、別の市議のブログへのコメント欄などに名誉毀損的な文言があったことへの対抗行為であり、売春を肯定する（ことを暗示する）言論に対する抗議である。東村山市民新聞ウェブサイト上に削除を求める記事を掲載したにもかかわらず、一部を除いて削除されなかったため、やむなく攻撃に踏み切った
- 東村山市民新聞ウェブサイトでの言論は私人として行ったものであり、公人たる市議としての適格性などを問題とされて重大な精神的苦痛を受けた

などの主張をしたが、一審判決（2010年3月17日）は「市議として不適格」などの請願中の一連の表現は事実（矢野らの攻撃の内容）に基づく論評にあたるとして違法性なしと判断し、請求を棄却した。矢野らは控訴し、棄却はされた（2010年10月6日）ものの、自分たちを批判した市民に対して3年余に及ぶ物心両面の負担を被せた。

## 佐藤市議当選無効申立
2007年4月22日に執行された東村山市議選挙で当選した佐藤真和の当選が無効であるとして、朝木直子と共に提訴を行っている。また、これに関連し、佐藤との間で相互に名誉棄損の訴訟も発生した。